# Mathilde Schjøtt (Beamtin)
Mathilde Schjøtt (* 26. Februar 1876 in Kristiania (Oslo); † 1. Februar 1959 in Oslo) war eine Pionierin des Frauenstudiums und die erste weibliche Staatsbedienstete Norwegens.S. 21

## Familie
Sie war die jüngste Tochter des Philologieprofessors Peter Olrog Schjøtt (1833–1926) und der Schriftstellerin Mathilde Schjøtt geborene Dunker (1844–1926). Sie hatte drei Schwestern: Anna Theodora (* 1868), Sofie Conradine (1871–1950) und Julie Constance (* 1874). Alle vier Töchter wurden berufstätig, nachdem sie zuvor studiert und akademische Abschlüsse erreicht hatten. Damit waren sie Pionierinnen des Frauenstudiums in Norwegen, das erst 1884 allgemein erlaubt worden war.
Über mehrere Generationen hinweg gehörte die Familie Dunker/Schjøtt zu den führenden Intellektuellen Norwegens, und die Frauen der Familie waren in den zeitgenössischen intellektuellen und literarischen Debatten besonders präsent.

## Ausbildung
Mathilde Schjøtt besuchte die Schule von Ragna Nielsen, ebenso wie ihre zwei Jahre ältere Schwester Julie Constance.S. 132 Mathilde bestand 1894 das Examen artium med laud (mit Auszeichnung) und 1895 das Examen philosophicum mit prae ceteris (mit Vorzug). Im Jahr 1903 schloss sie auch ihr Studium der Naturwissenschaften med laud ab.S. 32–33
Sie gehörte zu den ersten fünf Frauen in Norwegen, die einen Abschluss in Naturwissenschaften machten.S. 1–7

## Berufliche Laufbahn
Nach Abschluss ihrer Ausbildung wurde Mathilde Schjøtt als Aushilfslehrerin (vikarlærer) an der Lateinschule in Lillehammer angestellt, und 1904 erhielt sie eine Lehrerstelle an der Voss Høiere Almenskole (Höhere Allgemeinschule) in Voss.
Im Jahr 1905 wurde sie als Nummer zwei für eine Hilfslehrerstelle (adjunktembete) in Trondheim nominiert. Im Juli 1906 wurde sie vom König im Staatsrat zum adjunkt in Stavanger ernannt und war damit die erste weibliche Staatsbedienstete Norwegens.S. 32–33

## Würdigung
1907 schrieb Clara Holst einen Artikel über Norwegens erste Beamtin, in dem sie feststellte:S. 32–33

«Mathilde Schjøtt er ikke af dem, som virker for kvindesagen i tale og skrift. Men ved sin rolige planmæssighed og sin faste tillid til fremtiden har hun udrettet mere for den end mange andre ved sine foredrag.»

„Mathilde Schjøtt gehört nicht zu denen, die sich in Wort und Schrift für die Sache der Frauen einsetzen. Aber durch ihre ruhige Planung und ihr festes Vertrauen in die Zukunft hat sie durch ihre Vorträge mehr dafür getan als viele andere.“